# 移除烤肉串
《移除烤肉串》（英語：Remove Kebab）是南斯拉夫内战时期的一段与反穆斯林宣传有关的音乐影片。这句话起源于塞尔维亚，是一句反穆斯林的口号，后来在全球白人至上主义者中传播开来，并成为对穆斯林进行种族清洗的一种文化迷因。
这段影片原本被称作卡拉季奇，领导你的塞族人（[ˈkaːrad͡ʒiːt͡ɕu, ˈvoːdi ˈsərbe ˈsvoːje]），但同时也被称为上帝是塞尔维亚人，他将保护我们（[ˈboːɡ je ˈsərbin iː ˈon t͡ɕe naːs t͡ʃuːvati]）[a]和塞尔维亚强大。

## 背景
在20世纪90年代分裂南斯拉夫的种族间战争的高峰期，一首名为“Karadžiću vodi Srbe svoje”的歌曲在1993年被录了下来。这首歌是在一场战争期间为塞尔维亚军队创作的鼓舞士气的歌曲。在这首歌的影片中，三名身穿塞尔维亚准军事制服的男子在一个多山的地方表演了这首歌。影片中还出现了在战时由塞尔维亚人管理的拘留营中穆斯林囚犯的画面。
这首歌的部分歌词试图用“狼来了——当心，乌斯塔沙和土耳其人”等歌词向对手灌输一种不祥的预感。这首歌通常使用贬损性质的词语，比如将克罗地亚民族主义者称作乌斯塔沙，将波斯尼亚穆斯林称作土耳其人，并且敬告塞族人需要在卡拉季奇的领导下才有未来。

## 互联网普及
2006年，这首歌被上传到互联网上，在2000年代中期，许多模仿此歌者的目的是嘲笑原始影片的侵略主义性质。这个梗在Paradox Interactive的“大战略”电脑游戏迷中非常流行，指的是玩家在游戏中打败奥斯曼帝国或其他伊斯兰国家。由于很难区分玩家究竟是在讽刺还是真正在宣传侵略主义，它被Paradox Interactive的官方论坛禁止。
随着时间推移，这首歌在激进的白人民族主义者中越来越受欢迎。这首歌曲的手风琴手的可能真身之一的诺维斯拉夫·贾伊奇（Novislav Đajić）已经在4chan成为一个知名的网路迷因，激进的白人民族主义者称他为“那张脸的士兵”（Dat Face Soldier），或者称他的图片为“移除烤肉串”。而他本人在德国被判有罪，因为他在战争期间参与谋杀14人。他被判处5年监禁，并在服刑后被驱逐到另一个国家。不過也有說法稱賈伊奇並不是風琴手本人。影片中的鍵盤手斯洛博丹·弗爾加（Slobodan Vrga）曾出面指出，影片是在靠近克寧的一處近郊所拍攝的，其中歌手是Želijko Grmuša，Nenad Tintor則是本歌前奏的小號手，至於風琴手「他也不知道是誰」，只知道他是一位斯洛維尼亞人。斯洛博丹並期望有人有朝一日能發現他。
学术研究发现，在2018年通过抓取“Know Your Meme”获得的数据集中，每个社区抽取的政治迷的数据集中，每200个条目中就有一个是“移除烤肉串”。“移除烤肉串”在Gab网站上尤其常见，该网站“吸引了另类右翼用户、阴谋论者、喷子和大量仇恨言论”。
澳大利亚出生的布雷顿·哈里森·塔兰特于2019年在新西兰基督城的努尔清真寺和林伍德伊斯兰中心制造了大规模枪击案。他把“移除烤肉串”这个词写在了他所使用的武器上。在他的宣言《大取代》（以法国作家雷诺·加缪提出的极右翼理论“大取代”命名）中，他将自己描述为“烤肉串清除主义者”。在枪击前几分钟，他还在车里直播了这首歌。
在基督城清真寺槍擊案之后，这首歌的各种影片从YouTube上被删除，其中包括浏览量超过100万的影片。之后，网友们在网络平台上重新上传了这首歌，称这是为了抗议审查制度。
在枪击案后的一次采访中，这首歌的主唱歌手热利科·格尔穆沙（Željko Grmuša）说：“那个家伙在新西兰的行为是可怕的，我当然谴责这种行为。我为那些无辜的人感到难过。但不管听什么歌，他都会去杀人。”

## 参注
1. ^ 有时只是简单地缩写成“上帝是塞尔维亚人”（[ˈboːɡ je ˈsərbin]）。